# Inglot Cosmetics
Inglot Cosmetics est une marque polonaise des produits cosmétiques fondée en 1983 à Przemyśl en Pologne par Wojciech Inglot. La société possède environ 400 magasins dans plus de 50 pays du monde, dont environ 160 en Pologne,,,,. Certains se trouvent dans des localisations prestigieuses (le coin de Broadway et de la 48e rue à New York, Mall of the Emirates à Dubaï ou Caesars Palace à Las Vegas),   Le premier salon étranger a été ouvert en 2006 à Montréal au Canada. 95 % de la production est réalisée à Przemyśl.